# Tipo lítico
Un tipo lítico es una pieza tallada en piedra que reúne un conjunto de rasgos característicos que definen un modelo o patrón de artefacto de piedra y que se repite dentro de una industria lítica prehistórica. La definición de los rasgos de un tipo lítico puede hacerse siguiendo criterios morfológicos, tecnológicos o funcionales. Un tipo puede ser el ejemplar ideal —perfecto— de artefacto, el que reúna todos los caracteres esenciales de los demás individuos de igual naturaleza. Pero, también, puede ser un patrón característico —ordinario, común—, no perfecto, pero sí un ejemplar medio.
La clasificación de los diferentes tipos líticos se hace por medio de la disciplina llamada Tipología lítica, la cual está sufriendo una intensa renovación conceptual en los últimos años, pues llevaba prácticamente anquilosada desde la década de 1960, cuando imperaba el llamado «método Bordes».